# Abul-Vafa Muhamed ibn Muhamed Buzđani
Mohamed al-Buzđani al-Hasib Abul Vefa (persijski ابوالوفا محمد بوژگانی; Abū al-Wafā' Būzđānī; Buzđan, Horasan, 10. jun 940 – Bagdad, 1. jul 998) bio je persijski astronom i matematičar. Godine 959. odselio se u Bagdad i tamo živeo sve do smrti.‍:str. 220.
Buzđani je rođen u istaknutoj naučničkoj porodici i svoje obrazovanje iz oblasti raznih matematičkih disciplina stiče kod strica Abu Amra Magazilija i ujaka Muhameda ibn Anbase. Predstavljao je najvećeg muslimanskog astronoma i matematičara svog doba. 
Veliku slavu stekao je nakon što je komentarisao Horezmijevu Algebru. Analizom parabole i hiperbole, on je uspeo da ponudi validno rešenje za jednačine četvrtog stepena. Ovaj slavni matematičar je, kako tvrde istoričari, napisao komentar proslavljenog dela Diofanta od Aleksandrije, precizno analizirajući njegove jednačine. Nažalost, ni ovaj komentar nije sačuvan.
Buzđani je unapredio i neke elemente trigonometrije. U jednoj od njegovih knjiga pronalazimo zanimljivu jednačinu koja je uticala na kasnija trigonometrijska istraživanja:
{\displaystyle {sin}(a+b)={\frac {{sin}a*{sin}b*{cos}a}{R}}}
Veome je važno prisetiti se da Evropljani nisu uspeli da reše ovu jednačinu ni nekoliko vekova nakon Buzđanijeve smrti. Štaviše, istoričari matematike tvrde da ni Kopernik nije znao detaljno rešenje ove jednačine.‍:pp. 1045.
Odrastao je u pokrajini Horasan, a potom u Bagdadu, gde je radio u opservatoriji. Osnovna istraživanja Hasiba Buzđanija dala su rezultate tek nakon što se odselio u Bagdad. Tematski gledano, ta istraživanja obuhvataju širok spektar naučnih disciplina i pokazuju Buzđanijeva dostignuća u raznim oblastima, poput geometrije, trigonometrije, matematike i astronomije. Svoj glavni uspeh Buzđani je ostvario na polju trigonometrije, pišući o upotrebi dijagrama tangensa u rešavanju različitih jednačina u sfernim pravouglim trouglovima. On je na taj način uspešno pristupio i formiranju krive u spomenutim trouglovima. Između ostalog, ovaj slavni muslimanski mislilac u svojim matematičkim traktatima sproveo je uspešne inovativne metode iz sferne trigonometrije kako bi dotada najpreciznije izmerio razdaljinu između Bagdada i Meke. On je takođe pokazao razne načine za crtanje geometrijskih figura prostim priborom poput lenjira i šestara sa statičnom osnovom.‍:pp. 220–221.
U Bagdadu je izgradio prvi zidni kvadrant za opažanje položaja planeta i zvezda. Prevodio je i tumačio dela starogrčkih matematičara. Na arapski je preveo Diofantovo delo (Aritmetika). Prevodio je i Euiklida i tumačio al-Horezmijevo delo. Pokušao je ponovno prevesti Ptolomejev astronomski zbornik Almagest, koga je bez uspeha pokušavao prevoditi Rašidov vezir.

## Dela
Veliki deo Buzđanijevih matematičkih inovacija prezentovan je u njegovom grandioznom delu Fi ma jahtađu ilejhi al-kuttab va al-’ummal va gajruhum min ilm al-hisab [O osnovnim potrebama pisaca, službenika i ostalih ljudi sa aritmetikom], koje je napisao po preporuci Adududaule Dejlamija. U prva tri poglavlja, ovaj slavni autor analitički razjašnjava osnovne matematičke operacije i funkcije, kao i metode računanja površine raznih površinskih i sfernih geometrijskih figura, dok u četiri sledeća poglavlja posebnu pažnju posvećuje konverzacijskim operacijama, trgovini i sistemima na osnovu kojih deluju poreske uprave. Najzad, u poslednjem poglavlju, Buzđani je s velikom preciznošću izneo rezultate svojih istraživanja o merenju geografskih razdaljina, planinskih visina, širine raznih reka i dubine bunara. On je u svojoj knjizi priložio i poseban dodatak sa tri odvojena poglavlja. U prvom poglavlju tog dodatka pisao je o konceptualnim fundamentima matematičkih percepcija, i pritom obrazložio razne definicije novoformiranih razlomaka, njihovu upotrebu u raznim jednačinama, te način dobijanja pravih razlomaka od nepravih razlomaka u dvostrukim jednačinama, u okrilju pomoćnih tablica i definisanih principa. U drugom dodatnom poglavlju Buzđanijevog dela susrećemo se sa prvim slučajem upotrebe negativnih brojeva u istoriji matematike u islamskom svetu. Buzđani je koristio izraz dajn kako bi imenovao i označio ove brojeve. On je takođe vrlo pedantno izračunao i sinus ugla od pola stepena s preciznošću od pet cifara u brojevnom sistemu koji se zasniva na šezdeset jedinica. Ova matematička metoda je u tom sistemu validna do četvrte cifre, dok je u decimalnom brojevnom sistemu autentična čak do svoje osme decimale.‍:pp. 221–222.
Buzđani je napisao i astronomsko-matematičko delo koje je nazvao al-Mađisti [Almagest]. Deo istoričara nauka tvrdi da je reč o zbirci az-Zidž al-vazih [Jasan horoskop] i da je autor u njoj beležio rezultate opservatorijskih merenja i određenih istraživanja koje je realizovao sa svojim saradnicima u Bagdadu oko 971. godine. Ovo delo možemo podeliti na tri opšta poglavlja. Buzđani u prvom poglavlju objašnjava konceptualni pristup trigonometriji, a u drugom razmatra razne dimenzije upotrebe trigonometrijskih principa u opservatorijskim istraživačkim operacijama. Hipoteza o planetama predstavlja glavnu temu trećeg poglavlja.‍:pp. 222.
Deo istoričara smatra da je Buzđani, osim pomenutih horoskopa, napisao i horoskop az-Zidž aš-šamil [Obuhvatni horoskop]. U tom nizu, kada je reč o poznatim Buzđanijevim delima, moramo spomenuti i poslanicu koju je napisao kao odgovor na pitanja Ahmeda ibn Alija. Buzđani je u tom kratkom spisu razjasnio metodu poimanja i merenja vremena prema Sunčevoj visini.‍:pp. 272.
U nizu svojih istraživačkih projekata, Buzđani je sastavio i komentare Diofantovog dela o aritmetici i algebri, kao i Horezmijeve čuvene Algebre, kako bi pokušao da objedini starogrčku i staroindijsku metodu u aritmetici.‍:pp. 222.
Buzđani je za sobom ostavio i brojne eseje i poslanice od kojih izdvajamo:
- Risalatun fi tarkibi adad al-vifk fi al-murabba'at;
- Risalatun fi đami azla al-murabba'at va al-muka'abat va ahzi tafazulihima;
- Risala al-arismatiki [Poslanica o aritmetici];
- Risalatun fi marifa al-abadi bajn al-masakin [Poslanica o merenju dimenzija između odmarališta na putu],
- Risalatun fi ikama al-burhan ala ad-dairi min al-falak;
- Risalatu kausi kuzah [Poslanica o dugi];
- Poslanica o merenju kvadrature trougla isključivo upotrebom veličine duži a da ne znamo visinu trougla: Buzjanijev odgovor na  pitanje Abu Alija ibn Harisa Hububija;
- Poslanica o vrstama brojeva i relacija. Ova poslanica se spominje i pod sledećim naslovima: Risalatun fi nisabi va ta'rifat [Poslanica o relacijama i definicijama] i Risalatun fi al-istilahat ar-rijazija [Poslanica o matematičkim terminima].[1]‍:str. 222–223.

Po njemu je nazvan jedan krater na mesecu.
Na osnovu Buzđanijevih dela, u poslednje vreme su na Zapadu realizovani brojni istraživački projekti. Primera radi, možemo spomenuti dragocena istraživanja Luja Pjera Sedija, francuskog matematičara i istoričara, koji je tvrdio da je Buzđani, skoro devet stoleća pre Tiha Braha, slavnog danskog astronoma (umro 1601. godine), otkrio vremensku razliku između tradicionalnih tablica, koje su predstavljale standardne izvore za objašnjenja o kretanju planeta, i validnih tablica, koje su bile rezultat njegovih preciznih opservacija. Ta tvrdnja je izazvala žučne diskusije u skoro svim relevantnim francuskim naučnim institucijama i akademijama.‍:str. 272–273.